# 马丁吉他
马丁吉他（英語：C. F. Martin & Company）是创立于1833年的美国木吉他制造商，创始人为克里斯丁-弗雷德里克-马丁，所以马丁的注册商标是C.F.Martin。1900年时，马丁一年只生产182把吉他，到2000年时，这个数字已经上升到一年生產56422把。該公司的總部和主要工廠位於賓夕法尼亞州的拿撒勒，位於該州利哈伊谷地區。該建築包括馬丁吉他博物館，該博物館擁有超過170套由其歷史上製作的吉他。參觀者可以看到著名吉他所有者的照片，嘗試一些吉他，或參加工廠參觀。

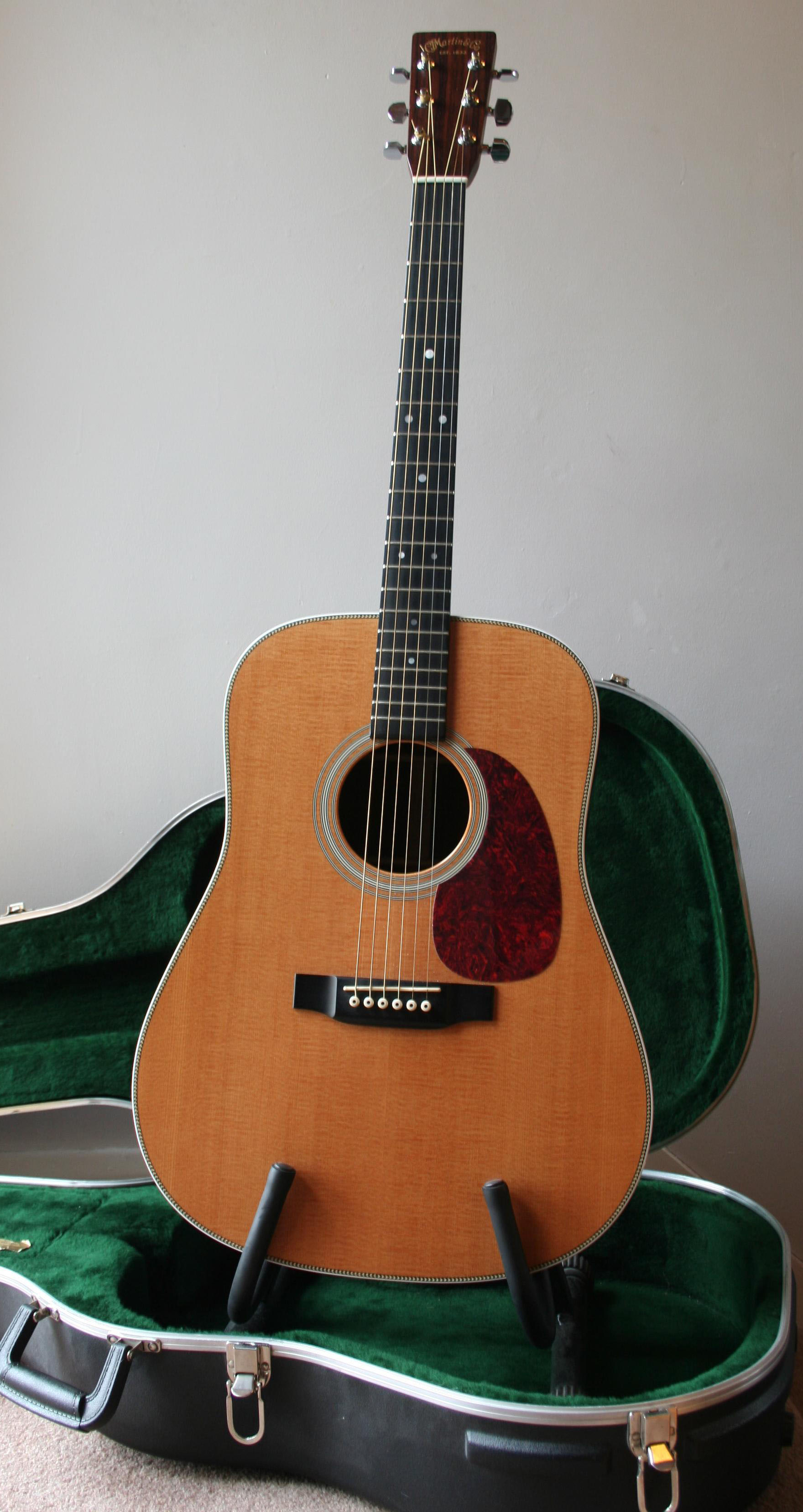
C.F. Martin & Company 無畏
(英文:Dreadnought)

## 历史
綜觀馬丁吉他的歷史，其營運皆由馬丁家族執行。現任主席克里斯馬丁為馬丁吉他創辦人的後代子孫。馬丁吉他公司是第一位在吉他上做出許多嶄新設計的公司，包含了將吉他弦替換成鋼弦設計，其中最具影響力的創新是將琴身設計成無畏(Dreadnought)造型以及在琴身內部支撐做了削薄處理(scalloped bracing)。

## 20世纪至60年代
馬丁最初于1916年开发無畏型結他，由奧利佛·迪森公司零售。1931年，马丁开始生产带马丁商标的无畏吉他。头两种两种是D-1和D-2。

## 近期事件
2004年，公司生产了第一百万把吉他，估计价值为一百万美元。

## 在产型号
- DRS1
- LXK2

## 外部連結
- Official Website （页面存档备份，存于）
- Car Talk Martin Guitar by Dick Boak （页面存档备份，存于）, 8:17 - Boak is Martin Guitars Director of Artist and Limited Editions